# هیدروژل‌های نانوکامپوزیتی

## نانوکامپوزیت ها
زمینه کاری در مورد مواد با اندازه های نانو ۱۰۰–۱نانومتر اخیراً توجه بسیاری از محققان را به خود جلب کرده‌است. این زمینه کاری امکان دستیابی به طراحی مختلف در کاربردهای مختلف با خواص فیزیکی و شیمیایی گوناگون را برای محققین فراهم می کند. نانوکامپوزیت‌ها شامل اجزا آلی و غیرآلی هستند. شبکه مولکولی هیدروژل نانوکامپوزیت از طریق ایجاد پیوند عرضی بین نانوذرات با یکدیگر ایجاد می شود.

## هیدروژل‌ها
نام دیگر هیدروژل‌ها ژل‌های آبی نیز است. این ژل‌ها از زنجیره‌های پلیمری آبدوست تشکیل شده اند. در حدود ۹۹درصد ساختار آنها را آب تشکیل می دهد. خصوصیات هیدروژل‌ها مطابق با خصوصیات طبیعت است. این هیدروژل‌ها متشکل از زنجیرهای آبدوست پلیمری هستند که آب را به خود جذب و در ساختار خود محبوس می کنند. این ژل‌های هوشمند حساس به محرک‌های مختلف هستند و در صورت بروز کوچکترین تغییر در محیط خارجی این ژل‌ها از خود واکنش نشان می دهند. به خاطر وجود گروه‌های عاملی آبدوست هیدروژل‌ها از خود رفتار تورمی، تغییر غلظت در اثر ایجاد فشار اسمزی و نفوذ آب به داخل ساختار خود را نشان می دهند. دما، pH، میدان الکتریکی، قدرت یونی و نور از عوامل خارجی ای هستند که بر روی رفتار هیدروژل‌ها تأثیر می گذارند. هیدروژل‌ها در ابعاد ماکروسکوپی و میکروسکوپی دارای خواص مختلفی هستند. در ابعاد ماکروسکوپی هیدروژل‌ها جامد هستند و یک شکل مشخصی دارند و قابلیت جاری شدن نیز ندارند. اما در ابعاد میکروسکوپی هیدروژل‌ها مانند محلول رفتار می کنند. هیدروژل‌ها می توانند مولکول‌های محلول در آب را در ساختار خورد گیر بیندازند بنابراین می توان از هیدروژل ها به عنوان فیلترهای مولکولی در علم بیولوژیک استفاده کرد. بار هیدروژل‌ها می تواند آنیونی یا کاتیونی باشد. از نظر سنتزی هم می‌توانند براساس پلیمری که در سنتز آنها استفاده شده است به دو دسته هیدروژل‌های طبیعی و سنتزی تقسیم‌بندی می شوند. اکثر محققان به استفاده از پلیمرهای زیستی در ساخت هیدروژل‌ها به دلیل زیست سازگاری و زیست تخریب پذیری آنها علاقه نشان داده اند. این نوع از هیدروژل‌ها از پلیمرهای زیستی مانند کیتوسان، سلولز، کاراژیان، آلژینات، کلاژن، کیتین و … تشکیل شده اند.
هیدروژل‌های نانوکامپوزیت جز دسته‌های مهم مواد زیستی به‌شمار می‌آیند. از کاربردهای این مواد می‌توان به کابرد آنها در  انتقال دارو، مهندسی بافت، آنزیم زیست حسگر، لنز تماسی، دستگاه‌های جداسازی، کشاورزی، زخم پوش هاو … اشاره کرد. اضافه کردن نانو ذرات به هیدروژل می‌تواند خواص مکانیکی را بهبود بخشد. طیف گسترده‌ای از نانو ذرات، مانند نانومواد کربنی، پلیمری، سرامیکی و فلزی را می‌توان با شبکه‌های هیدروژل برای به دست آوردن نانوکامپوزیت‌هایی با خواص برتر و قابلیت مناسب ترکیب کرد. هیدروژل نانوکامپوزیتی را می‌توان برای داشتن خواص فیزیکی، شیمیایی، الکتریکی و بیولوژیکی برتر طراحی کرد. از نظر ساختاری هیدروژل‌ها را می‌توان به آنیونی، کاتیونی و آمفولیتیک دسته‌بندی کرد. هیدروژل‌ها را بر اساس کاربردشان می‌توان در فرم‌های مختلف نظیر مکعبی، هالوتیوب (لوله‌های توخالی)، میله، ورقه و فیلم تهیه کرد. خواص هیدروژل‌ها مانند خواص مکانیکی، گرمایی، نوری، الکتریکی، واکنش پذیری و اصطکاکی را می‌توان با استفاده از تهیه هیدروژل‌های کامپوزیت و نانوکامپوزیت بهبود بخشید. هیدروژلی بر پایه پلی (N–ایزوپروپیل آکریل آمید) -مونتموریونیت بدون استفاده از اتصال دهنده عرضی شیمیایی تهیه شده که لایه‌های خاک رس (یعنی مونتموریونیت) می‌تواند نقش یک کراس لینکر ابر چند عاملی را ایفا کند. همچنین تأکید شده که ذرات خاک رس با حدود پنجاه گروه عاملی می‌توانند به عنوان پیوند دهنده عرضی عمل کنند. پلیمرهای هیدروژل نانوکامپوزیت به واسطه خواص مکانیک فوقالعاده‌شان (افزایش طول فوق‌العاده بالا، قدرت ژل بالا، انرژی شکستگی بالا، مقاومت بالا در برابر خمش یا تراکم)، هدایت گرمایی خوب، ظرفیت گرمایی بالا و ویژگی‌های تورم-واتورم سریع شناخته شده اند. پلیمرهای ابرجاذب نوعی از هیدروژل‌های کراس لینک شده هستند که می‌توانند مقدار قابل توجهی آب یا یک محلول آبی جذب کنند. از آنجایی که پلیمر می تواند مقدار زیادی آب جذب کند در حالت تورمش از لحاظ مکانیکی ضعیف بوده و بنابراین جایگاه خود را به هیدروژل‌های تمام سنتزی داد. چندین روش برای بهبود قدرت ژل وجود دارد؛ شامل افزایش چگالی اتصال عرضی (منجر به شکنندگی و جذب پایین ژل می شود)، اتصال عرضی سطحی (استفاده از اتصال دهنده عرضی دیگر برای آمایش بیشتر در سطح ذرات پلیمر) و واردسازی مواد معدنی یا پلیمرهای مناسب درون هیدروژل برای تهیه ساختارهای نانو کامپوزیت.
در یک دهه گذشته، پژوهشگران زیادی در زمینه ذرات هیدروژل‌های نانوکامپوزیت کار کرده اند. در ضمن بسیاری از آنها بر روی هیدروژل‌های کامپوزیت، و هیدروژل‌های نانوکامپوزیت تمرکز کرده اند. تهیه نسل اولیه پلیمر کامپوزیت آسان‌تر بوده و به وسیله بارگذاری هیدروژل با ۲۱تا ۳۱درصد وزنی از مواد معدنی تهیه می شد. بعدها تمایل به خواص برتر مکانیکی و حرارتی منجر به طراحی محصولات هیدروژل‌های نانوکامپوزیت شد. با توجه به قیمت بالاتر خاک رس اصلاح شده در مقایسه با آنهایی که اصلاح نشده، هیدروژلهای نانوکامپوزیت ابر جاذب حاوی خاک رس به‌طور کلی در غلظت بسیار پایین‌تر نسبت به هیدروژل‌های کامپوزیت هستند.

## هیدروژل‌هاینانو کامپوزیتی
با وجود مزایای زیاد در استفاده از هیدروژل‌های معمولی شبکه ای شده، کاربرد آنها اغلب به علت قدرت مکانیکی کم و خواص پاسخ دهی ضعیف محدود شده‌است. ماهیت تصادفی واکنش‌های اتصال عرضی درگیر در ساخت هیدروژل و مورفولوژی ناهمگن می‌تواند از جمله این محدودیت‌ها باشد. اخیراً کارهایی در راستای بهبود خواص هیدروژل‌ها (به عنوان مثال قدرت مکانیکی) و افزودن خواص منحصر به فرد به عنون مثال (پاسخ به محرک‌های جدید) در طی ساخت هیدروژل‌های نانوکامپوزیت انجام شده‌است. برای تهیه هیدروژل‌های نانوکامپوزیت، مخلوط مواد نانوذره ای مختلف را درون ماتریس هیدروژل روان وارد می کنند که می تواند روش های آسان و مستقیم را جهت افزایش خواص هیدروژل ها فراهم کند. با وجود اینکه تعدادی از روش‌های سنتزی برای تهیه چنین سیستم هایی استفاده شده‌است، پلیمریزاسیون درجای ذرات درون محلول مونومر روش معمول جهت تهیه هیدروژل‌های نانوکامپوزیت است. هیدروژ لهای نانوکامپوزیت تمایل به اصلاح و بهبود خواص گوناگون ماده، از جمله خواص مغناطیسی و نوری را نشان داده اند. به عنوان مثال، می توان یک سیستم پاسخ دهنده به دما را به وسیله پاسخ‌های الکتروشیمیایی یک پلیمر رسانا از طریق افزودن ذرات الکتروفعال و رسانا درون یک ماتریس هیدروژل تنظیم کرد. تاکنون تعدادی از نانوذرات شامل نانوذرات فلزی، کربن نانوتیوب‌ها، خاک رس، سرامیک‌ها، مغناطیسی، هیدروکسی آپاتیت و نیمه رسانا در سیستم‌های هیدروژل نانوکامپوزیت استفاده شده است که به شرح برخی از این نانوکامپوزیت‌ها و کاربردهای آنها میپردازیم.

## انواع هیدروژل‌های نانو کامپوزیتی

### هیدروژل‌های نانوکامپوزیتخاک رس
یکی از وسیع‌ترین طبقه های مطالعاتی هیدروژل‌های نانوکامپوزیت شامل افزودن نانوذرات خاک رس به هیدروژل است. سیستم‌های حساس به گرمای پلی(N–ایزوپروپیل) آکریل آمید معمولاً بیشترین استفاده را داشته اند، هر چند که سیستم‌هایی شامل پلی آکریلیک اسید، پلی متیل متاکریلات، پلی (N,N-دی متیل آکریل آمید) نیز استفاده شده اند. یک مزیت اساسی افزایش خاک رس به هیدروژل ها آن است که خاک رس به عنوان یک عامل اتصال عرضی عمل می کند و خواص مکانیکی کامپوزیت‌ها را افزایش می دهد. بهبود درمقاومت مکانیکی در درجه اول به پراکندگی یا توانایی خاک رس به لایه لایه شدن در پلیمر بستگی دارد. هیدروژلهای نانوکامپوزیت سختی مکانیکی قابل توجهی از خود نشان می دهند به عنوان مثال هیدروژل‌های نانوکامپوزیت می توانند تغییر شکل قابل توجهی را در برابر فشردگی، خم شدن، پاره شدن، پیچ دادن و حتی گره زدن، علاوه بر افزایش طول تحمل کنند.
انواع نانوذرات خاک رس وارد شده درون هیدروژل‌های نانوکامپوزیت شامل مونتمورلینت ، بنتونیت، ودیگر رس های سیلیکاتی هستند. در این سیستم‌ها به‌طور گسترده ارتباط آنها با تغییرات مشاهده شده در مقاومت مکانیکی، خصوصیات تورم، میزان آزادسازی دارو و انتقال حرارتی تعیین می‌شوند.
برای بسیاری از کاربردها، یک پلی N-ایزوپروپیل آکریل آمید نمونه ایده‌آل از ساختار همگن، استحکام و سختی بالا و سرعت تورم بالا است. از این کامپوزیت‌ها می توان برای کاربردهایی مانند محرک سریع، دستگاه‌های رهایش دارو و ماهیچه های مصنوعی استفاده کرد. همچنین خواص پاسخ دهی نظیر سرعت تورم و سرعت واتورمی آنها حائز اهمیت است. بهبود خواص مکانیکی و شفافیت ژل با تغییر مقدار اتصال عرضی خاک رس در یک هیدروژل نانوکامپوزیت پلی (N-ایزوپروپیل) آکریل آمید/ خاک رس معدنی در مقایسه با هیدروژل‌های پلی (N-ایزوپروپیل) آکریل آمید معمولی شبکه ای شده گزارش شده‌است. همچنین مشخص شده‌است که انتقال سرعت تورم و سرعت آزادسازی با هیدروژل نانوکامپوزیت پلی (N-ایزوپروپیل) آکریل آمید/خاک رس از طریق پراکندگی موفق خاک رس در سراسر نانوکامپوزیت افزایش می یابد.
نانوکامپوزیت‌های پلی (N -ایزوپروپیل) آکریل آمید/مونتمورلنیت مقاومت مکانیکی بیشتری نسبت به هیدروژل‌های شبکه ای شده معمولی نشان داده اند. . هر سیستم نانوکامپوزیت بهبودهایی در خواص تورمی و مکانیکی مانند افزایش استحکام و سرعت‌های پاسخ دهی سریعتر و نسبت تورم بیشتر در مقایسه با هیدروژل‌های معمولی نشان داده اند. خاک رس همچنین با پلی استیک اسید و پلی متاکریلات به کار برده شده‌است و این سیستم‌ها بهبود در خواصی مانند پایداری گرمایی بالاتر و پخش منظم را نشان داده اند. روی هم رفته، خواص هیدروژل بهبود یافته نتیجه ابداع نانو ذرات رس است که امکان بهبود عملکرد مواد و استفاده در کاربردهای جدید را فراهم می‌کند.

### هیدروژل‌های نانوکامپوزیتهیدروکسی آپاتیت
نانوکامپوزیت‌های هیدروکسی آپاتیت را می‌توان به‌طور بالقوه در طیف گسترده ای از کاربردها شامل مهندسی بافت استخوان و همچنین ترمیم و جایگزینی بافت غضروفی و مواد قابل تزریق برای مهندسی بافت به کار برد. هیدروکسی آپاتیت یک مشتق کلسیم فسفات معدنی است که معمولاً به عنوان یک ماده زیستی استفاده می شود. هیدروکسی آپاتیت یک ماده بیومتریک است که سبب رشد استخوان بر سطح خودش با توجه به قدرت زیست فعالیش می شود. هیدروژل ها معمولاً در برنامه های کاربردی مهندسی بافت استخوان با توجه به قدرت مکانیکی پایین آنها و عدم تحریک کنندگی رشد استخوان استفاده نشده اند. واردسازی هیدروکسی آپاتیت درون هیدروژل نانوکامپوزیت می تواند به‌طور بالقوه بر این محدودیتها غلبه کند. هیدروکسی آپاتیت با سیستمهای هیدروژلی زیادی مانند آنهایی که از سلولز باکتریایی ساخته شده اند، پلی استیک اسید، پلی وینیل الکل و کلاژن ترکیب شده‌است. مهمترین خواص قابل انتظار از هیدروژل‌های نانوکامپوزیت هیدروکسی آپاتیت بهبود زیست سازگاری، فعالیت زیستی، خواص مکانیکی، پایداری حرارتی و کشسانی است.
در واردسازی نانوذرات هیدروکسی آپاتیت درون هیدروژل‌های پلی وینیل الکل افزایش استحکام ژل مشاهده شده‌است. برای سیستم‌های مختلف پایداری حرارتی و همگنی خوب، افزایش کشسانی و شبکه متخلخل را فراهم مینماید.

### هیدروژل‌های نانوکامپوزیتمغناطیسی
واردسازی نانوذرات مغناطیسی مانند ذرات اکسید آهن درون هیدروژل‌ها می تواند نانوکامپوزیت‌های منظمی ایجاد کند که می تواند از راه دور توسط میدان مغناطیسی قابل کنترل باشد و گستره ای از کاربردهای بالقوه و متنوعی را در بر می گیرد. این کاربردها از رهایش دارو تا کاربردهایی برای درمان دمای غیرعادی بالای بدن در بیماری سرطان گسترده‌است. یکی از سودمندترین جنبه‌های استفاده از نانوذرات مغناطیسی، قابلیت پاسخ دهی آنها به کنترل از راه دور توسط میدان مغناطیسی خارجی است. به عنوان مثال یک هیدروژل نانوکامپوزیت ژلاتین/ Fe3O4با توزیع منظم نانوذرات مغناطیسی در سراسر ماتریکس ژلاتین تهیه شده‌است. این سیستم یک پروفایل قابل کنترل رهایش دارو توسط قطع و وصل یک میدان مغناطیسی مستقیم نشان داده‌است. وقتی که میدان مغناطیسی روشن است نانوذرات مغناطیسی متراکم شده سبب کاهش در تخلخل ژل می شوند که به نوبه خود سرعت تورم و سرعت رهایش داروی هیدروژل را کاهش می دهد.
هیدروژل نانوکامپوزیت پلی (Ν -ایزوپروپیل آکریل آمید) /Fe2O3 نیز یک پاسخ خارجی به میدان مغناطیسی نشان داده‌است. تکه‌های کوچک از ژل بریده شده و برای حساسیت دما ومیدان مغناطیسی نشاندار شدند و نشان داده شد که دانه‌های ژل را می‌توان هدف قرار داده و توسط میدان مغناطیسی از هم جدا کرد. پاسخ تورمی این کامپوزیت بر اساس نوع و مقدار کراس لینکر استفاده شده در سیستم قابل تنظیم است. حضور ذرات اکسید آهن در این هیدروژل‌های نانوکامپوزیت به‌طور قابل توجهی حساسیت دمایی این سیستم‌ها را تغییر نمی‌دهد. به‌طور کلی افزایش نانوذرات مغناطیسی درون ماتریس هیدروژل‌ها قابلیت کنترل از راه دور مواد زیستی برای کاربردهای کاشتنی مانند درمان هیپوترمی و رهایش کنترل شده دارو را فراهم میکند.

### هیدروژل‌های نانوکامپوزیت‌هایفلزی
سنتز هیدروژل‌های نانوکامپوزیت شامل نانوذرات فلزی و یون‌ها به‌طور گسترده به علت خواص نوری، الکتریکی و کاتالیزوری منحصر به فرد آنها افزایش یافته‌است. ذرات فلزی می‌توانند کامپوزیت‌هایی با قابلیت فعال شدن توسط نور ایجاد کنند، همچنین مقاومت الکتریکی مواد را در برخی از کاربردها افزایش می دهند. این مواد را می توان در کاربردهایی مانند محرک های عضله، حسگرهای زیستی، انتقال دارو و لوازم الکتریکی سویچدار استفاده کرد. نانوذرات فلزی مانند طلا و نقره را وارد سیستم های هیدروژلی شامل پلی آکریل آمید و پلی (Ν-ایزوپروپیل) آکریل آمید کرده اند. در موارد خاص این نانوکامپوزیت‌ها توانایی کنترل از راه دور از طریق محرک‌های نوری را دارند. برای مثال یک سیستم از کلوئیدهای طلا و نانو پوسته‌ها توسعه داده شده‌است که در آن سیستم هیدروژل در پاسخ به طول موج خاصی از نور فروپاشی می شود. همچنین یک سیستم مشابه شامل پلی (Ν -ایزوپروپیل آکریل آمید-coآکریل آمید) و نانوپوسته‌های طلا-سولفید طلا تهیه شد که رهایش دارویی به‌طور نورگرمایی تعدیل شده‌است. نانوذرات طلا-سولفید طلا شدیداً نور مادون قرمز نزدیک را جذب می کنند. هیدروژل‌های نانوکامپوزیت حاوی نانوذرات فلزی در برنامه‌های کاربردی زیست حسگرها و ترویج فعالیت پرانگیوژنیک در تشکیل رگ‌های خونی نیز استفاده شده اند. یک سیستم هیدروژل کوپلیمر شده پلی (Ν -ایزوپروپیل) آکریل آمید وگلیسیدیل متاکریلات برانگیخته شده با ذرات طلا و نقره تهیه شده که رنگ‌های متعدد برگشت‌پذیر را به علت برهمکنش ذرات داخلی رزونانس پلاسمون سطحی با استفاده از نانوذرات مختلف به نمایش گذاشته‌است. قابلیت برگشت‌پذیری تغییر رنگ هیدروژل نانوکامپوزیت با تنظیم اندازه نانوذرات تکمیل می شود. در سیستم هیدروژل دیگری، یون‌های مس (+2)Cuو نقره (+)Agدرون یک هیدروژل نانوکامپوزیت بر پایه هایلورونان مخلوط شده‌است. این هیدروژل‌های نانوکامپوزیت فعالیت پرانگیوژنیک را از طریق تحریک رشد رگ‌های خونی نشان داده اند. در نتیجه هیدروژل‌های نانوکامپوزیت فلزی را می توان در طیف گسترده ای از کاربردها به علت بهبود قابلیت تنظیم رهایش دارو و فعالیت پرانگیوژنیک در این سیستم‌ها به کار برد.

### دیگر هیدروژلهای نانو ذرات‌ها
علاوه بر هیدروژل‌های نانو کامپوزیتی که قبلاً بحث شد تعداد دیگری نانو ذرات وجود دارد که در سیستم‌های هیدروژل استفاده شده اند مانند تیتانیم اکسید، کربن نانوتیوب‌ها، کیتوسان، پلیمرهای کلوئیدی و سیلیس. بسته به نوع نانو ذرات استفاده شده، تغییر خواص هیدروژلها برای کاربرد در زمینه‌هایی مانند مهندسی بافت استخوان، رهایش دارو و پوشش زخم مشاهده شده‌است.
برای کاربردهای مهندسی بافت استخوان، اکسید تیتانیم، سیلیکا و کلسیم کربنات استفاده شده اند. ژل‌های پلی آکریل آمید با کلسیم کربنات موجود در هیدروژل نانوکامپوزیت که شامل یک ماتریس آلی درون یک محیط بلورین است، اصلاح شده‌است که شبیه فرایندهای زیست معدنی طبیعی است.
نانو ذرات سیلیکا نیز قدرت مکانیکی مواد را از طریق بهبود سازماندهی شبکه پلیمر به علت پیوند هیدروژنی زنجیر پلیمری با ذرات آب دوست بهبود می‌بخشند. همچنین نشان داده شده که هیدروژل نانوکامپوزیت شامل پلی هیدروکسی متیل متاکریلات و نانوذرات اکسید تیتانیم با استفاده از یک فرایند سل-ژل درجا با خواص زیست فعالی در شرایط آزمایشگاه از طریق تشکیل آپاتیت بر سطح ماده ساخته می‌شود.
نانوتیوبهای کربن را هم می‌توان در هیدروژلهای نانوکامپوزیت به کار برد. نانوتیوبهای کربن دارای قدرت کشش بالا، وزن فوق‌العاده سبک و خواص شیمیایی و پایداری حرارتی هستند. نانوتیوبهای کربن می‌توانند به عنوان نانوپرکننده‌ها در هیدروژلهای نانوکامپوزیت به‌طور چشمگیر برای بهبود خواص مکانیکی و به وفور برای ایجاد کامپوزیتهای ناهمسان استفاده شوند. نانوتیوبهای کربن را می‌توان برای تولید پلیمرهای رسانای الکتریکی و سازه‌های مهندسی بافت با گنجایش بهبود تحریک الکتریکی کنترل شده به کار برد. یک نوع فعال کننده جدید بر پایه نانوتیوبهای کربن چند لایه و پلی وینیل الکل تهیه شده که با استفاده از میدان الکتریکی مستقیم خارجی فعال میشود. این مواد را میتوان به عنوان یک میکروسویچ، ماهیچه مصنوعی یا دستگاه پروتز مورد استفاده قرارداد.

## کاربردها[۹]

### سیستم رهایش دارو
انواع مختلفی از هیدروژل‌ها در پزشکی کاربرد دارند. دلیل کاربرد این هیدروژل‌ها در حوزه پزشکی خاصی زیست سازگاری، زیست تخریب پذیری آنها است. هیدروژل‌های نانو کامپوزیتی به عنوان بیومتریال‌های جاذب در جراحی‌ها، در حوزه بیوتکنولوژی، کشاورزی و داروسازی برای انتقال دارو استفاده می‌شوند. این نوع از هیدروژل‌ها به عنوان عامل انتقال دهنده داروها با استفاده از منطقه حساسی که اجازه چسبیدن دارو را به آنها می‌دهد شناخته می‌شوند.انتقال دهنده‌های دارو به شکل نانو ذره، نانو تیوب یا نانوکپسول هستند (دارو به وسیله پلیمر احاطه شده‌است). نانو کامپوزیت هیدروژل‌ها شامل ذره‌های غیرآلی مانند نقره، آهن اکسید، رس، طلا، نانوتیوب‌های کربن، هیدروکسی آپاتیت و تری کلسیم فسفات است.انتقال دارو از طریق هیدروژل‌ها باعث می‌شود که دارو به صورت پایدار درون آنها قرار بگیرد و رهایش دارو نیز کنترل شده باشد. کنترل میزان سرعت تورم، اندازه مش و ضریب نفوذ کنترل کردن رهایش دارو را میسر می‌سازد.

### مهندسی بافت
در مهندسی بافت داربست‌ها چسبندگی سلولی، تکثیر و تمایز سلولی را حمایت می‌کنند. استفاده از نانو کامپوزیت هیدروژل‌ها به عنوان داربست کابرد زیادی در مهندسی بافت پیدا کرده‌است. با این وجود ضعف در خواص عملکردی و مکانیکی از نقص‌های این هیدروژل‌ها محسوب می‌شود. استفاده از نانو کامپوزیت‌هایی مانند نانوتیوب‌های کربن و نانوذره‌های رس باعث بهبود خواص مکانیکی این هیدروژل‌ها می‌شود. استفاده از نوع هیدروژل‌های سدیم آلژینات و نانوتیوب‌های کربن باعث افزایش زیست سازگاری، کاهش تورم و عدم ایجاد سمیت در محیط بدن می‌شود.

### زخم پوش
روند ترمیم زخم در بدن یک روند سلولی، بیوشیمیایی و فعال شدن رده سلولی گرانوله است. ترمیم زخم در چهار فاز تورمی، فرم دهی بافت گرانوله، بازسازی ماتریکس سلولی و ایجاد بافت اپیتلیال است. وظیفه اصلی زخم پوش‌ها ایجاد یک محیط بهینه برای جلو بردن روند ترمیم زخم به صورت طبیعی است. از آنجایی که روند ترمیم زخم نمی‌تواند در محیط خشک انجام شود استفاده از هیدروژل‌های نانوکامپوزیتی برای ایجاد یک محیط مرطوب در محل زخم به روند ترمیم زخم بسیار کمک خواهد کرد.